# Paramelanauster
Paramelanauster är ett släkte av skalbaggar. Paramelanauster ingår i familjen långhorningar.
Kladogram enligt Catalogue of Life:
| Paramelanauster | \| \| Paramelanauster bimaculatus \| \| \| \| \| \| Paramelanauster flavosparsus \| \| \| \| \| \| Paramelanauster sciamai \| \| \| \| |
|                 | \| \| Paramelanauster bimaculatus \| \| \| \| \| \| Paramelanauster flavosparsus \| \| \| \| \| \| Paramelanauster sciamai \| \| \| \| |
|                 | Paramelanauster bimaculatus |
|                 | |
|                 | Paramelanauster flavosparsus |
|                 | |
|                 | Paramelanauster sciamai |
|                 | |